# كريستيان تريش
كريستيان تراش (بالألمانية: Christian Träsch) هو لاعب كرة ألماني ولد في سبتمبر 1987 في أنغلوستادت .

## روابط خارجية
- كريستيان تريش على موقع قاعدة بيانات كرة القدم.إي يو (الإنجليزية)
- كريستيان تريش على موقع بيانات كرة القدم. دي إي (الألمانية)
- كريستيان تريش على موقع ناشيونال فوتبول تيمز (الإنجليزية)
- كريستيان تريش على موقع Soccerway.com (الإنجليزية)
- كريستيان تريش على موقع عالم كرة القدم.نت (الإنجليزية)
- كريستيان تريش على موقع AS.com (الإسبانية)